# Mike Chapman
Michael Donald "Mike" Chapman, född 13 april 1947 i Nambour, Queensland, Australien, är en australisk musikproducent och låtskrivare.